# Asašio (1936)
Asašio (japonsky: 朝潮) byl torpédoborec japonského císařského námořnictva třídy Asašio. Byl dokončen v srpnu 1937 jako jedna ze tří prvních jednotek desetičlenné třídy Asašio. Zúčastnil se druhé světové války v Tichomoří, během které se věnoval eskortním a transportním povinnostem.
Počátkem války se věnoval krytí japonského postupu do Britského Malajska, na Filipíny a do Holandské východní Indie. Během toho se v únoru 1942 zúčastnil bitvy v Bandungském průlivu, ve které se čtyřem torpédoborcům třídy Asašio podařilo odrazit mnohem silnějšího protivníka, který se pokoušel zabránit japonskému vylodění na Bali. Během bitvy u Midway byl součástí Kuritova krycího svazu a během amerických náletů na ochromené těžké křižníky Mogami a Mikuma byl 6. června 1942 zasažen jednou pumou. Po opravách v Japonsku odplul v říjnu 1942 do jihozápadního Pacifiku, aby se zúčastnil bojů v „krysích dírách“ Šalomounových ostrovů. Kromě doprovodu „krysích transportů“ se v listopadu zúčastnil námořní bitvy u Guadalcanalu, během které doprovázel Mikawovy křižníky. Osudným se mu stala bitva v Bismarckově moři, během které byl odpoledne 3. března 1943 potopen spojeneckými letouny.

## Popis
Asašio byl vedoucí jednotkou své třídy a byl objednán na základě „doplňovacího programu pomocných plavidel z roku 1934“. Jeho výzbroj tvořilo šest 127mm kanónů typu 3. roku ve třech dvouhlavňových věžích (jedné na přídi a dvou na zádi) a dva čtyřhlavňové 610mm torpédomety typu 92 modelu 2. Zásoba torpéd typu 93 byla (alespoň v počáteční fázi války) šestnáct kusů.
Instalace radaru, ani výměny dělové věže č. 2 za další protiletadlové kanóny se Asašio nedočkal.

## Služba
V noci z 19. na 20. února 1942 se Asašio zúčastnil bitvy v Bandungském průlivu. Společně s torpédoborcem Óšio doprovázel transportní loď Sasago Maru, když na ně kolem 23. hodiny zaútočila skupina spojeneckých lodí. Asašio při nastalé přestřelce torpédem potopil nizozemský torpédoborec Hr. Ms. Piet Hein. Při pozdějším střetnutí s další skupinou spojeneckých lodí zasáhl svými děly lehký křižník Hr. Ms. Tromp a torpédoborec USS Stewart. Sám Asašio byl během bitvy zasažen jen jednou a výsledkem byl zničený světlomet, 4 mrtví a 11 zraněných. Po bitvě vzal do vleku poškozenou sesterskou loď Mičišio a odtáhl ji do Makassaru.
Dne 3. března 1943 Asašio doprovázel konvoj vezoucí posily z Rabaulu do Lae. Během bitvy v Bismarckově moři byl konvoj napaden spojeneckými bombardéry. Asašio přečkal první vlny útoků bez poškození, ale když se později pokoušel zachraňovat přeživší ze sesterského torpédoborce Arašio a z nákladní lodě Nodžima, byl rovněž zasažen. Potopil se asi 45 námořních mil (85 km) jihovýchodně od Finschhafenu (Nová Guinea) na pozici 7°15′ j. š., 148°15′ v. d..
Dne 1. dubna 1943 byl Asašio vyškrtnut ze seznamu lodí japonského císařského námořnictva.